# Kamforovo drvo
Kamforovac (Cinnamomum camphora) je visoko zimzeleno drvo iz porodice lovorovki (Lauraceae).

## Osobine i svojstva
Drvo je žućkaste do smeđe boje, isprugano crveno, fino miriše po kamforu, teško je i tvrdo. Upotrebljava se za intarzije, pokućstvo i škrinje za skupocjenu robu. Iz donjega dijela stabla i korijena destilacijom se dobiva kamfor.

## Rasprostranjenost u svijetu
Tvori prostrane šume na obalama Kine, a uzgaja se na Tajvanu, u Japanu, na Madagaskaru i dr.

## Rasprostranjenost u Hrvatskoj
Kod nas se susreće u nasadima u primorju; Trsteno, Opatija, Lovran, Rovinj, itd...

## Vanjske poveznice
|  | Zajednički poslužitelj ima još gradiva o temi Cinnamomum camphora |
|  | Wikivrste imaju podatke o taksonu Cinnamomum camphora             |

- C. camphora
- C. camphora; autor Hons084
- C. camphora
- C. camphora